# Élections générales néo-brunswickoises de 1886
L'élection générale néo-brunswickoise de 1886, aussi appelée la 26e élection générale, eut lieu le 26 avril 1886 afin d'élire les membres de la 26e législature de l'Assemblée législative du Nouveau-Brunswick, au Canada. L'élection s'est déroulé avant la création des partis politiques.
Sur les 41 députés élus, 33 soutinrent le gouvernement et 8 formèrent l'Opposition officielle.